# Грант, Джерами
Хьюстон Джерами Грант (англ. Houston Jerami Grant; родился 12 марта 1994 года в Портленде, штат Орегон) — американский профессиональный баскетболист, выступающий за команду НБА «Портленд Трэйл Блэйзерс». Играл за студенческую команду «Сиракьюс Орандж». Был выбран на драфте НБА 2014 года во втором раунде под общим тридцать девятым номером командой «Филадельфия-76».

## Карьера в колледже
На втором году обучения у Гранта была статистика из 12,1 очков, 6,8 подборов и 1,4 результативных передач в среднем за игру. В апреле 2014 года Грант заявил о желании выставить свою кандидатуру на Драфт НБА 2014 года, недоучившись в колледже 2 года.

## Профессиональная карьера

### Филадельфия Севенти Сиксерс (2014—2016)
26 июня 2014 года Грант был выбран под 39-м номером на драфте НБА 2014 года командой «Филадельфия Севенти Сиксерс», и присоединился к команде для участия в летней лиге НБА 2014 года. 29 сентября 2014 года он подписал двухлетнее соглашение с «76-и». 21 января 2015 года он набрал 4 очка и сделал 8 блок-шотов в проигранном матче против команды «Нью-Йорк Никс». 9 блок-шотов за игру стали лучшим результатом «Севенти Сиксерс» 12 декабря 2012 года, когда Сэмюэл Далемберт сделал 9, а также лучшим рекордом для новичка с 17 января 1994 года, когда 9 блок-шотов оформил Шон Брэдли. 2 февраля 2015 года он провёл вторую лучшую игру за клуб, записав в свой актив 18 очков и 7 подборов, проиграв клубу «Кливленд Кавальерс».
В июле 2015 года Грант снова присоединился к клубу для игры в летней лиге НБА 2015 года. 11 ноября 2015 года он оформил свой первый дабл-дабл в лиге, набрав 12 очков и 10 подборов, но это не помогло клубу уйти от поражения в матче против «Торонто Рэпторс».

### Оклахома-Сити Тандер (2016—2019)
1 ноября 2016 года Грант был обменян на Эрсана Ильясову и защищенный драфт-пик в Оклахому-Сити Тандер. На следующий день он дебютировал в составе «Тандер» в выигранном матче против «Лос-Анджелес Клипперс», выйдя со скамейки и проведя на площадке 18 минут, за которые он записал в свой актив 6 очков, 2 подбора и 2 блок-шота.
7 июля 2018 года Грант переподписал контракт с «Тандер». Походу сезона 2018/2019 Грант несколько раз устанавливал личные рекорды результативности: 10 января 2019 года (25 очков), 18 марта 2019 года (27 очков) и 10 апреля 2019 года (28 очков).

### Денвер Наггетс (2019—2020)
8 июля 2019 года Грант был обменян в «Денвер Наггетс» на выбор в первом раунде драфта 2020 года. 25 февраля 2020 года Грант обновил личное достижение по результативности, записав в свой актив в выигранном матче против «Детройт Пистонс» 29 очков. Грант помог своему клубу выйти в финал Западной конференции НБА, по пути одолев в полуфинале в 7 играх считавшихся фаворитами «Лос-Анджелес Клипперс». В финале конференции «Наггетс» уступили будущим чемпионам «Лос-Анджелес Лейкерс» в 5 играх, а в единственном выигранном матче Грант набрал 26 очков.

### Детройт Пистонс (2020—2022)
22 ноября 2020 года Грант подписал трёхлетнее соглашение на 60 миллионов долларов с «Детройт Пистонс» по схеме сайн-энд-трейд с «Денвером», «Детройт» также получил драфт права на Николу Радичевича, а «Денвер» получил денежную компенсацию и торговое исключение на 9,5 миллиона долларов, которое можно использовать в течение года.

### Портленд Трэйл Блэйзерс (2022—настоящее время)
6 июля 2022 года Грант был обменян в «Портленд Трэйл Блэйзерс» вместе с правами на Исмаэля Камагате на защищенный пик первого раунда драфта 2025 года (от «Милуоки»), права на Габриэле Прочиду и два будущих пика второго раунда драфта.
23 октября Грант набрал 16 очков и совершил победный бросок в матче с «Лос-Анджелес Лейкерс».
25 ноября Грант набрал 44 очка в матче с «Нью-Йорк Никс».

## Личная жизнь
Джерами сын известного в прошлом баскетболиста НБА Харви Гранта, отыгравшего 11 лет за такие команды, как «Вашингтон Уизардс», «Портленд Трэйл Блэйзерс» и «Филадельфия Севенти Сиксерс». У Джерами есть три брата Джерай, Джериан и Джаелин. Также дядей Джерами является 4-кратный чемпион НБА Хорас Грант.

## Статистика

### Статистика в НБА
| Сезон                                                                                    | Команда       | Регулярный сезон | Регулярный сезон | Регулярный сезон | Регулярный сезон | Регулярный сезон | Регулярный сезон | Регулярный сезон | Регулярный сезон | Регулярный сезон | Регулярный сезон | Регулярный сезон | Серия плей-офф | Серия плей-офф | Серия плей-офф | Серия плей-офф | Серия плей-офф | Серия плей-офф | Серия плей-офф | Серия плей-офф | Серия плей-офф | Серия плей-офф | Серия плей-офф |
| Сезон                                                                                    | Команда       | GP               | GS               | MPG              | FG%              | 3P%              | FT%              | RPG              | APG              | SPG              | BPG              | PPG              | GP             | GS             | MPG            | FG%            | 3P%            | FT%            | RPG            | APG            | SPG            | BPG            | PPG            |
| ---------------------------------------------------------------------------------------- | ------------- | ---------------- | ---------------- | ---------------- | ---------------- | ---------------- | ---------------- | ---------------- | ---------------- | ---------------- | ---------------- | ---------------- | -------------- | -------------- | -------------- | -------------- | -------------- | -------------- | -------------- | -------------- | -------------- | -------------- | -------------- |
| 2014/15                                                                                  | Филадельфия   | 65               | 11               | 21,2             | 35,2             | 31,4             | 59,1             | 3,0              | 1,2              | 0,6              | 1,0              | 6,3              | Не участвовал  | Не участвовал  | Не участвовал  | Не участвовал  | Не участвовал  | Не участвовал  | Не участвовал  | Не участвовал  | Не участвовал  | Не участвовал  | Не участвовал  |
| 2015/16                                                                                  | Филадельфия   | 77               | 52               | 26,8             | 41,9             | 24,0             | 65,8             | 4,7              | 1,8              | 0,7              | 1,6              | 9,7              | Не участвовал  | Не участвовал  | Не участвовал  | Не участвовал  | Не участвовал  | Не участвовал  | Не участвовал  | Не участвовал  | Не участвовал  | Не участвовал  | Не участвовал  |
| 2016/17                                                                                  | Филадельфия   | 2                | 0                | 20,5             | 35,3             | 0,0              | 50,0             | 3,0              | 0,0              | 0,0              | 2,0              | 8,0              | Не участвовал  | Не участвовал  | Не участвовал  | Не участвовал  | Не участвовал  | Не участвовал  | Не участвовал  | Не участвовал  | Не участвовал  | Не участвовал  | Не участвовал  |
| 2016/17                                                                                  | Оклахома-Сити | 78               | 4                | 19,1             | 46,9             | 37,7             | 61,9             | 2,6              | 0,6              | 0,4              | 1,0              | 5,4              | 5              | 0              | 22,2           | 61,3           | 33,3           | 85,7           | 3,8            | 0,8            | 0,2            | 0,4            | 9,2            |
| 2017/18                                                                                  | Оклахома-Сити | 81               | 1                | 20,3             | 53,5             | 29,1             | 67,5             | 3,9              | 0,7              | 0,4              | 1,0              | 8,4              | 6              | 0              | 22,2           | 51,4           | 25,0           | 45,5           | 3,3            | 1,0            | 0,7            | 0,5            | 7,2            |
| 2018/19                                                                                  | Оклахома-Сити | 80               | 77               | 32,7             | 49,7             | 39,2             | 71,0             | 5,2              | 1,0              | 0,8              | 1,3              | 13,6             | 5              | 5              | 35,2           | 50,0           | 45,0           | 69,2           | 5,4            | 0,8            | 0,6            | 2,0            | 11,6           |
| 2019/20                                                                                  | Денвер        | 71               | 24               | 26,6             | 47,8             | 38,9             | 75,0             | 3,5              | 1,2              | 0,7              | 0,8              | 12,0             | 19             | 16             | 34,4           | 40,6           | 32,6           | 88,9           | 3,3            | 1,3            | 0,6            | 0,8            | 11,6           |
| 2020/21                                                                                  | Детройт       | 54               | 54               | 33,9             | 42,9             | 35,0             | 84,5             | 4,6              | 2,8              | 0,6              | 1,1              | 22,3             | Не участвовал  | Не участвовал  | Не участвовал  | Не участвовал  | Не участвовал  | Не участвовал  | Не участвовал  | Не участвовал  | Не участвовал  | Не участвовал  | Не участвовал  |
| 2021/22                                                                                  | Детройт       | 47               | 47               | 31,9             | 42,6             | 35,8             | 83,8             | 4,1              | 2,4              | 0,9              | 1,0              | 19,2             | Не участвовал  | Не участвовал  | Не участвовал  | Не участвовал  | Не участвовал  | Не участвовал  | Не участвовал  | Не участвовал  | Не участвовал  | Не участвовал  | Не участвовал  |
| 2022/23                                                                                  | Портленд      | 63               | 63               | 35,7             | 47,5             | 40,1             | 81,3             | 4,5              | 2,4              | 0,8              | 0,8              | 20,5             | Не участвовал  | Не участвовал  | Не участвовал  | Не участвовал  | Не участвовал  | Не участвовал  | Не участвовал  | Не участвовал  | Не участвовал  | Не участвовал  | Не участвовал  |
| 2023/24                                                                                  | Портленд      | 54               | 54               | 33,9             | 45,1             | 40,2             | 81,7             | 3,5              | 2,8              | 0,8              | 0,6              | 21,0             | Не участвовал  | Не участвовал  | Не участвовал  | Не участвовал  | Не участвовал  | Не участвовал  | Не участвовал  | Не участвовал  | Не участвовал  | Не участвовал  | Не участвовал  |
| 2024/25                                                                                  | Портленд      | 47               | 47               | 32,4             | 37,3             | 36,5             | 84,9             | 3,5              | 2,1              | 0,9              | 1,0              | 14,4             | Не участвовал  | Не участвовал  | Не участвовал  | Не участвовал  | Не участвовал  | Не участвовал  | Не участвовал  | Не участвовал  | Не участвовал  | Не участвовал  | Не участвовал  |
|                                                                                          | Всего         | 719              | 434              | 27,9             | 44,9             | 36,4             | 75,3             | 3,9              | 1,6              | 0,7              | 1,0              | 13,1             | 35             | 21             | 30,7           | 45,6           | 34,1           | 80,0           | 3,7            | 1,1            | 0,5            | 0,9            | 10,5           |
| Наведите курсор мыши на аббревиатуры в заголовке таблицы, чтобы прочесть их расшифровку. |               |                  |                  |                  |                  |                  |                  |                  |                  |                  |                  |                  |                |                |                |                |                |                |                |                |                |                |                |

### Статистика в NCAA
| Сезон | Команда  | Conf     | Class | GP | GS | MPG  | FG%  | 3P%  | FT%  | RPG | APG | SPG | BPG | PPG  |
| --- | -------- | -------- | ----- | -- | -- | ---- | ---- | ---- | ---- | --- | --- | --- | --- | ---- |
| 2012/13 | Сиракьюс | Big East | FR    | 40 | 9  | 14,3 | 46,2 | 40,0 | 56,2 | 3,0 | 0,5 | 0,4 | 0,5 | 3,9  |
| 2013/14 | Сиракьюс | ACC      | SO    | 32 | 20 | 31,4 | 49,6 | 0,0  | 67,4 | 6,8 | 1,4 | 0,8 | 0,6 | 12,1 |
| Всего | Всего    | Всего    | Всего | 72 | 29 | 21,9 | 48,6 | 30,0 | 64,1 | 4,7 | 0,9 | 0,6 | 0,5 | 7,5  |
| Наведите курсор мыши на аббревиатуры в заголовке таблицы, чтобы прочесть их расшифровку Статистика приведена с сайта sports-reference.com |          |          |       |    |    |      |      |      |      |     |     |     |     |      |